# エメラルドの伝説
「エメラルドの伝説」（エメラルドのでんせつ）は、ザ・テンプターズの楽曲で、3枚目のシングルである。1968年6月15日に発売。
リリースされて1ヶ月程でオリコンチャートの6位に初登場し、2週間後には1位を獲得した。又ザ・テンプターズとしては、オリコン上において最大のセールス（46.2万枚）を記録している。

## 概要
これまではメンバーの松崎由治作の曲をリリースしてきたテンプターズであったが、ヒットが継続するのかどうか危惧したフィリップス・レコード側は、新進気鋭の作曲家・村井邦彦となかにし礼に依頼することとした。
村井はフランス印象派の影響を受けて神秘的なロマンティシズムを狙い、アレンジを担当した川口真はストリングスに加えてホルンとオーボエの採用により、独自のサウンドを作り上げた。
なかにしに作詞を依頼するにあたり、ディレクターの本城和治は、リードボーカルを取った萩原健一の「神秘性の魅力」をポイントに書いてもらったという。折しも『キサナドゥーの伝説』の訳詞をなかにしに依頼したばかりだったため、本城は当初、本作のタイトルの採用をためらったという。

## 収録曲
1. エメラルドの伝説（The legend of emerald）ソロ：萩原健一
  - 作詞：なかにし礼　作曲：村井邦彦　編曲：川口真
2. 僕たちの天使（Our angels）ソロ：松崎由治
  - 作詞・作曲：松崎由治

## カバー
エメラルドの伝説
- 奥村チヨ （1968年） - アルバム『チヨとあなたの夜』に収録。
- ジャッキー吉川とブルー・コメッツ（1971年） - アルバム『G.S.R.』に収録。
- メイジャー・チューニング・バンド（1977年） - メドレー曲「ソウル・これっきりですよ!!」（同名シングルに収録）の1曲として歌唱。
- ザ・マイクハナサーズ（1989年） - メドレー曲「ブルー・シャトウを君だけに」（シングル『二人でカンパイ!』に収録）の1曲として歌唱。
- Mi-Ke（1991年） - アルバム『想い出のG.S.九十九里浜』に収録。
- 近田春夫&ハルヲフォン（2008年） - アルバム『リメンバー・グループ・サウンズ』に収録。
- 彩風咲奈
- 桑田佳祐（2014年） - DVD・BD『昭和八十八年度! 第二回ひとり紅白歌合戦』収録。
- The KanLeKeeZ（2016年） - アルバム『G.S. meets The KanLeKeeZ』に収録。
- 吉幾三（2019年） - アルバム『あの頃の青春を詩う vol.4 グループサウンズ編』に収録。
- レーモンド松屋（2019年） - アルバム『歌謡クラシックスIII ～俺たちのGS～』に収録。